# Kassationshof (Türkei)

Logo des Kassationshofs der Türkei

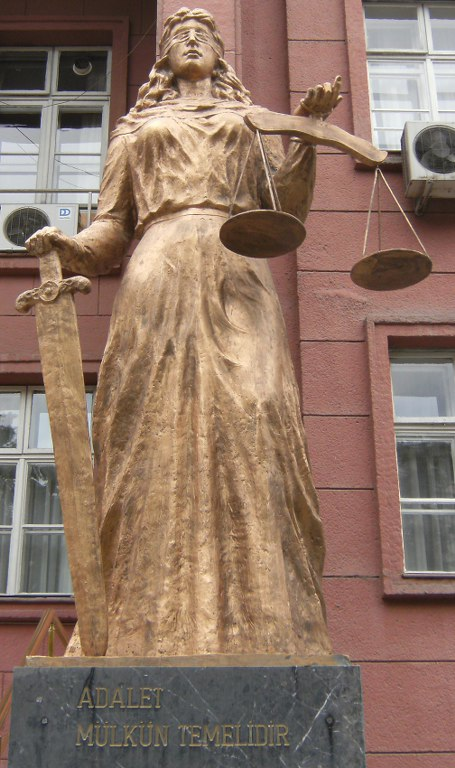
Justitia vor dem Hauptgebäude des Gerichts (Ankara, 2008)

Der Kassationshof (türkisch Yargıtay) ist eines der obersten Gerichte der Türkei. Bis zur Gründung der Regionalgerichte am 20. Juli 2016 war er die zweite und letzte Instanz in Zivil- und Strafverfahren als höchstes ordentliches Gericht des Landes. Die Regionalgerichte sind nunmehr die zweite und der Kassationshof die dritte und letzte Instanz.
Als Vorbild dienten ursprünglich die französische Cour de cassation und die italienische Corte Suprema di Cassazione.

## Gründung
Am 6. März 1868 wurde der Rat für Justizangelegenheiten (osmanisch دیوان احکام عدلیه Dîvân-ı Ahkâm-ı Adliyye) unter der Herrschaft von Sultan Abdülaziz gegründet und im Jahr 1879 in „Revisionsgericht“ (Mahkeme-i Temyîz / محکمه تمييز) umbenannt.
Ab dem 7. Juni 1920 übernahm das von der Großen Nationalversammlung in Sivas neu gegründete Provisorische Revisionskomitee (muvakkat temyiz heyeti) die Aufgaben des Revisionsgerichts. 1923 wurde das Komitee nach Eskişehir verlegt und wieder in „Revisionsgericht“ (türk. temyiz mahkemesi) umbenannt.
1935 bezog das Gericht sein neues Gebäude in Ankara, das vom Architekten Clemens Holzmeister erbaut wurde.
Am 10. Januar 1945 erhielt das Gericht seinen heutigen Namen „Kassationshof“ (Yargıtay).
Der erste Präsident des Gerichts war Ahmed Cevdet Pascha.

## Organisation
Der Kassationshof ist in jeweils 23 Zivilsenate (Hukuk Daireleri) und Strafsenate (Ceza Daireleri) gegliedert. Jeder Senat ist mit einem Vorsitzenden Richter und ausreichenden Mitgliedern besetzt. Treten die jeweiligen Senate zusammen, bilden sie die Großen Senate für Zivil- und Strafsachen (Hukuk ve Ceza Genel Kurulları). Diesen gehören die Vorsitzenden Richter sowie die Mitglieder der Senate an.
Die Große Plenarversammlung (Yargıtay Büyük Genel Kurulu) entsteht, wenn die Großen Senate für Zivil- und Strafsachen zusammentreten. Dem Plenum gehören der Erste Präsident des Kassationshofs, die Ersten Vizepräsidenten, die Senatspräsidenten, die Senatsmitglieder, der Generalstaatsanwalt und der Vizegeneralstaatsanwalt an. Ihre Urteile haben gesetzesgleiche Wirkung, sind für alle Gerichte verbindlich.

## Zuständigkeit
Die Aufgaben des Kassationshofs werden in Art. 154 Abs. 1 der türkischen Verfassung sowie im Kassationsgerichtsgesetz (Yargıtay Kanunu) Nr. 2791 von 1983 geregelt.
Artikel 154 Absatz 1 der Verfassung lautet:

“Yargıtay, adliye mahkemelerince verilen ve kanunun başka bir adlî yargı merciine bırakmadığı karar ve hükümlerin son inceleme merciidir. Kanunla gösterilen belli davalara da ilk ve son derece mahkemesi olarak bakar.”

„Der Kassationshof ist die letzte Prüfungsinstanz für Entscheidungen und Urteile, welche durch Gerichte der ordentlichen Gerichtsbarkeit gefällt und nicht durch Gesetz einer anderen ordentlichen Gerichtsinstanz überlassen werden. Er führt bestimmte im Gesetz vorgesehene Verfahren als Gericht der ersten und letzten Instanz durch.“

Er überprüft die Urteile der Berufungsgerichte, welche am 20. Juli 2016 ihre Tätigkeit aufgenommen haben, allein auf die Einhaltung der gesetzlichen Bestimmungen sowie des Prozessrechtes. Eine erneute Tatsachenbeurteilung findet beim Kassationshof nicht statt.